# إيبي دروست
إيبي دروست (بالهولندية: Epi Drost) هو لاعب كرة قدم ومدرب كرة قدم هولندي في مركز الوسط، ولد في 21 سبتمبر 1945 في آمرسفورت في هولندا، وتوفي في 27 مايو 1995 في روتردام في هولندا. شارك مع منتخب هولندا لكرة القدم. أما مع النوادي، فقد لعب مع تفينتي أنشخيدة ونادي دوردريخت وهيراكليس ألميلو.

## وصلات خارجية
- إيبي دروست على موقع قاعدة بيانات كرة القدم.إي يو (الإنجليزية)
- إيبي دروست على موقع ناشيونال فوتبول تيمز (الإنجليزية)